# 圣玛利亚 (埃雷拉省)
圣玛利亚是巴拿马埃雷拉省圣玛利亚区的一个城市，2010年是人口为1,682。该市2000年时人口为2,591，1990年时人口为1,641。